# La Angostura, Vista Hermosa
La Angostura är en ort i Mexiko.   Den ligger i kommunen Vista Hermosa och delstaten Michoacán de Ocampo, i den centrala delen av landet, 400 km väster om huvudstaden Mexico City. La Angostura ligger 1 540 meter över havet och antalet invånare är 1 467.
Terrängen runt La Angostura är platt åt nordväst, men åt sydost är den kuperad. Terrängen runt La Angostura sluttar västerut. Runt La Angostura är det ganska tätbefolkat, med 58 invånare per kvadratkilometer. Närmaste större samhälle är La Barca, 14,8 km nordväst om La Angostura. I omgivningarna runt La Angostura växer huvudsakligen savannskog.